# Marc Mallier du Houssay
Marc Mallier du Houssay (né à Venise en 1638 et mort le 3 mai 1675) est un ecclésiastique qui fut évêque de Tarbes de 1668 à 1675.  

## Biographie
Marc Mallier est le fils cadet de Claude Mallier du Houssay et de sa seconde épouse Marie de Bailleul. Il est également le neveu de François Mallier du Houssay l'évêque de Troyes. Il nait à Venise où son père est ambassadeur de France et où meurt sa mère le 14 juillet 1640. Son père entre alors en religion et devient évêque de Tarbes en 1649 pendant qu'il fait ses études à Paris où il devient bachelier en théologie en 1661, licencié en 1664 et enfin docteur en 1666. Il enseigne au Collège de Navarre et il est ordonné prêtre et devient après son père aumônier de la duchesse d'Orléans. 
En 1668 son père résigne son diocèse de Tarbes en sa faveur. Il est désigné en avril, confirmé le 3 septembre et consacré par son propre père comme évêque de Tarbes. Son épiscopat est bref; en 1670, il confie la gestion du collège de Tarbes fondé par son père cinq ans plus tôt aux Pères de la doctrine chrétienne et il meurt le 3 mai 1675, six années avant son père l'évêque retiré.